# 蒙蒂尼亚克夏朗德
蒙蒂尼亚克夏朗德（法語：Montignac-Charente，法語發音：[mɔ̃tiɲak ʃaʁɑ̃t]）是法国夏朗德省的一个市镇，属于昂古莱姆区。

## 地理
蒙蒂尼亚克夏朗德（45°47'0"N, 0°7'28"E）面积8.63 平方千米，位于法国新阿基坦大区夏朗德省，该省份为法国西部内陆省份，北起德塞夫勒省和维埃纳省，东临上维埃纳省，东南至多尔多涅省，南至多爾多涅省，西接滨海夏朗德省。
与蒙蒂尼亚克夏朗德接壤的市镇（或旧市镇、城区）包括：马尔萨克、圣阿芒德布瓦克斯、圣热尼迪耶尔萨克、瓦尔斯、武阿尔特。

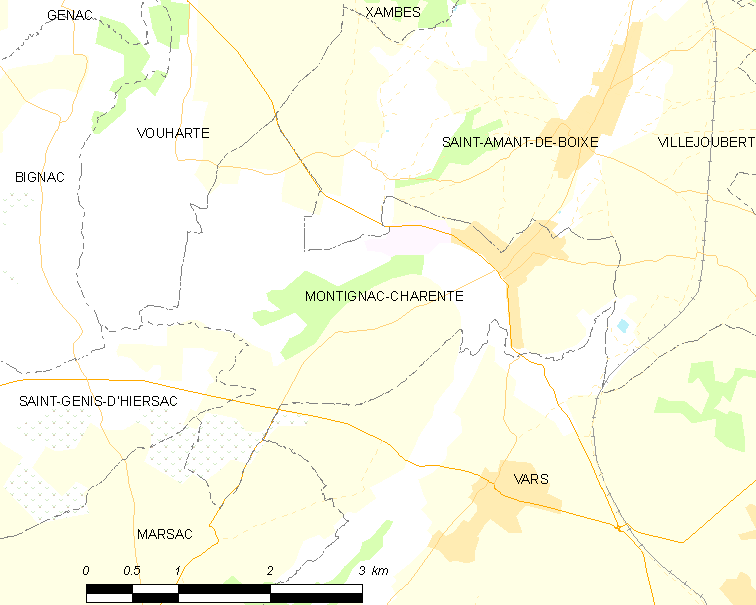
蒙蒂尼亚克夏朗德的OSM定位图

蒙蒂尼亚克夏朗德的时区为UTC+01:00、UTC+02:00（夏令时）。

## 行政
蒙蒂尼亚克夏朗德的邮政编码为16330，INSEE市镇编码为16226。

## 政治
蒙蒂尼亚克夏朗德所属的省级选区为布瓦克斯-芒卢瓦县。

## 人口

1962-2008年间蒙蒂尼亚克夏朗德人口变化图示

蒙蒂尼亚克夏朗德于2022年1月1日时的人口数量为699人。